# First Blood Last Cuts
A First Blood... Last Cuts a W.A.S.P. 1994-ben megjelent válogatáslemeze. Ez volt a zenekar első válogatásalbuma. Az albumon megtalálható a "Fuck Like A Beast" című dal, amely kislemezként jelent csak meg, albumra azonban soha nem került fel. A dalok, amelyeket a CD tartalmaz 1983 és 1994 között készültek. 

## Számok
1. "Animal (Fuck Like A Beast)"
2. "L.O.V.E. Machine"
3. "I Wanna Be Somebody"
4. "On Your Knees"
5. "Blind In Texas"
6. "Wild Child"
7. "I Don't Need No Doctor"
8. "The Real Me"
9. "The Headless Children"
10. "Mean Man"
11. "Forever Free"
12. "Chainsaw Charlie (Murders in the New Morgue)"
13. "The Idol"
14. "Sunset And Babylon"
15. "Hold On To My Heart"
16. "Rock And Roll To Death"